# Lista najwyższych budynków w Portlandzie
Portland jest miastem na zachodnim wybrzeżu Stanów Zjednoczonych. W miejscowości znajdują się cztery ponad-stopięćdziesięcio-metrowe wieżowce. Ponad 100 m budynków jest tam łącznie 8. W większości są to budynki biurowe, powstałe w latach 80. i 90. XX w. Najwyższy jednak powstał w 1972 roku i jest to Wells Fargo Center. Żaden z nowo powstających budynków, które po ukończeniu znajdą się na liście 10 najwyższych w mieście, nie zagraża jego pozycji.  

## 10 najwyższych budynków

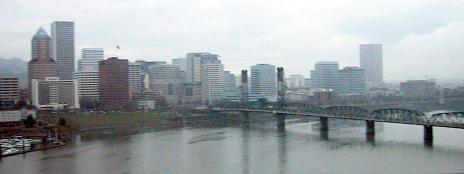
Panorama Portlandu

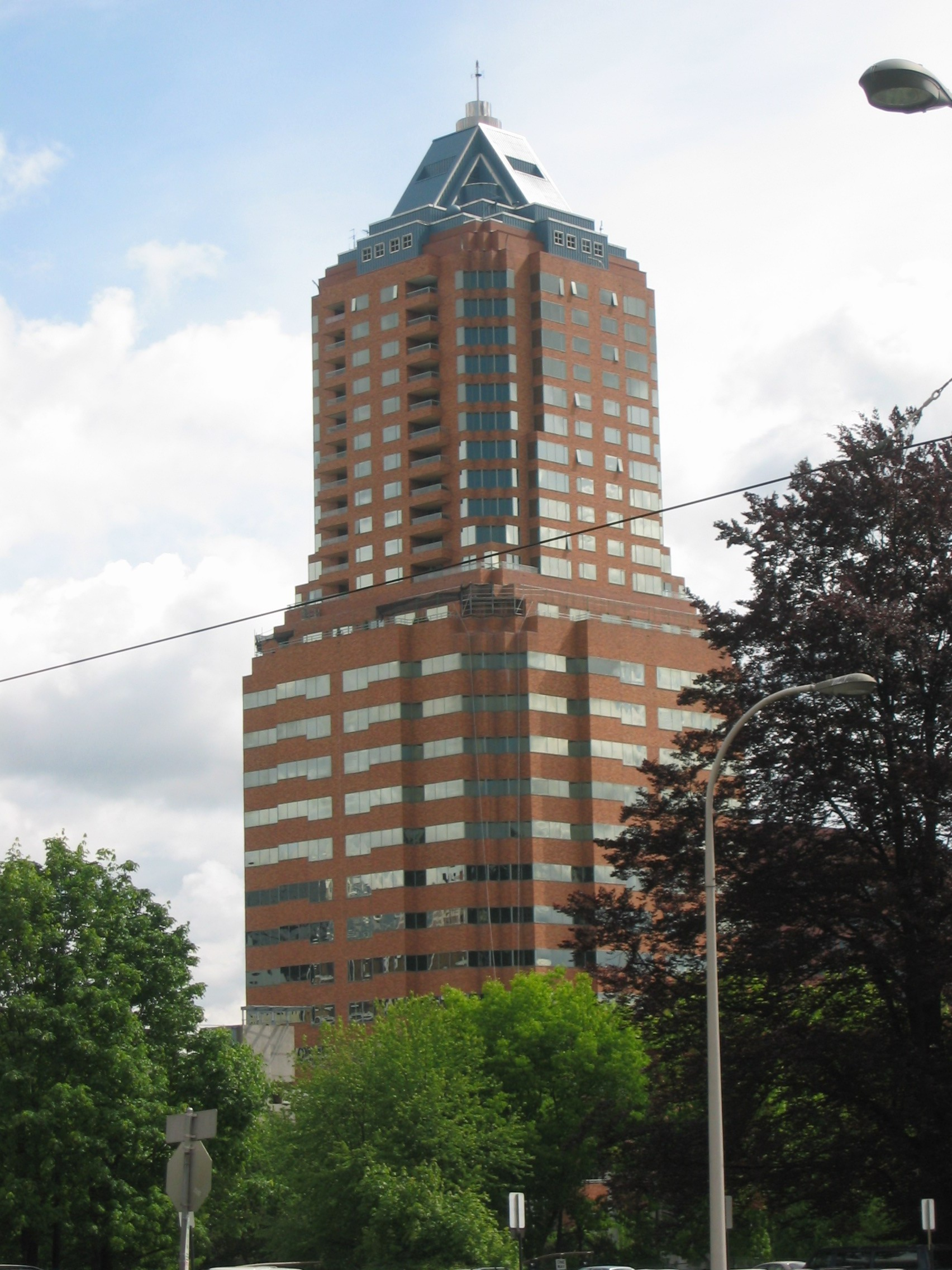
KOIN Center

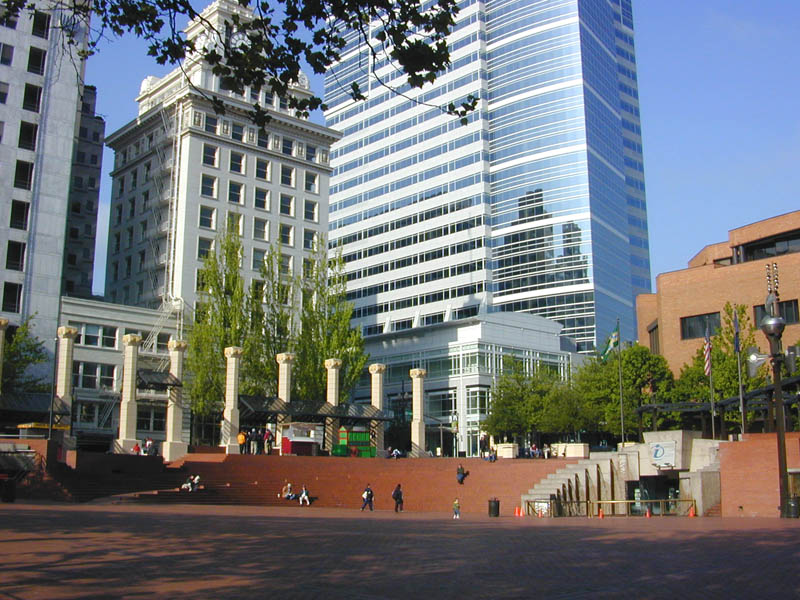
Przeszklony budynek to Fox Tower

| Ranking | Budynek                   | Wysokość strukturalna | Liczba pięter | Rok budowy |
| ------- | ------------------------- | --------------------- | ------------- | ---------- |
| 1.      | Wells Fargo Center        | 166 m                 | 41            | 1972       |
| 2.      | US Bancorp Tower          | 163 m                 | 42            | 1983       |
| 3.      | KOIN Center               | 155 m                 | 35            | 1984       |
| 4.      | Park Avenue West          | 153 m                 | 30            | 2016       |
| 5.      | Pacwest Center            | 127 m                 | 30            | 1984       |
| 6.      | Fox Tower                 | 113 m                 | 27            | 2000       |
| 7.      | Standard Insurance Center | 112 m                 | 27            | 1970       |
| 8.      | Cosmopolitan on the Park  | 103 m                 | 28            | 2016       |
| 9.      | John Ross Tower           | 99 m                  | 32            | 2007       |
| 9.      | Mirabella                 | 99 m                  | 30            | 2010       |
| 9.      | The Ardea                 | 99 m                  | 30            | 2008       |

## Powstające budynki
| Ranking | Budynek   | Wysokość strukturalna | Liczba pięter | Planowany rok ukończenia budowy |
| ------- | --------- | --------------------- | ------------- | ------------------------------- |
| 1.      | Block 216 | 140 m                 | 35            | 2023                            |